# Swansea
Swansea [ˈswɒnzɪ] (walisisch Abertawe [abɛrˈtauɛ]) ist eine Stadt mit dem Status einer City in Südwales, die Hauptort der Principal Area City and County of Swansea ist. Swansea liegt an der Küste des Bristolkanals unmittelbar östlich der Halbinsel Gower. Sie ist nach der Hauptstadt Cardiff die zweitgrößte Stadt in Wales und gehört zu den 40 größten Städten des Vereinigten Königreichs Großbritannien und Nordirland. Die eigentliche Kernstadt hat 179.000 Einwohner.

## Namensherkunft
Der englische Name Swansea wird auf das altnordische „Sveinns ey“, also Svens Eiland, zurückgeführt und lässt sich auf die Zeit der Wikingerraubzüge entlang der walisischen Südküste zurückführen. Aus diesem Grund wird der Name auch als Swan's-y ([ˡswɒnzi]) und nicht als Swan-sea ausgesprochen. Der walisische Name leitet sich von der Mündung (Aber) des Flusses Tawe her.

## Geschichte
Nachdem die Normannen zu Beginn des 12. Jahrhunderts die Gower-Halbinsel für Heinrich I. erobert hatten, errichtete Henry de Beaumont zur Sicherung seiner Herrschaft Swansea Castle über der Mündung des Tawe. Um die Burg entstand durch Zuzug englischer Siedler eine Siedlung, in der auch wöchentlich ein Markt zur Versorgung der Burg abgehalten wurde. An der Flussmündung entstand ein kleiner Hafen. Zwischen 1158 und 1184 erhielt Swansea eine erste Royal Charter, eine weitere Charter gab Johann Ohneland der Stadt 1215. Vermutlich war die Stadt bereits mit Erdwällen, Palisaden und Gräben befestigt, die im 14. Jahrhundert durch Steinmauern ersetzt wurden. Dennoch wurde die Stadt mehrmals von aufständischen Walisern erobert und zerstört, zuletzt 1402 während der Rebellion von Owain Glyndŵr.
Die Verwaltung der Stadt oblag dem Portreeve, der seit dem 14. Jahrhundert von 12 Stadträten unterstützt wurde. In Swansea wurde Wolle durch mit Wasserkraft betriebene Wollmühlen sowie Leder verarbeitet. Leder, Wolle sowie Butter, Käse und Getreide wurden nach England exportiert. Neben dem Wochenmarkt wurden zwei, ab dem 16. Jahrhundert drei Jahrmärkte abgehalten. Mitte des 16. Jahrhunderts zählte die Stadt nur etwa 1000 Einwohner, Mitte des 17. Jahrhunderts waren es 2000 Einwohner. Der Hafen bekam durch den Kohlebergbau in Südwales größere Bedeutung. Schon im 16. Jahrhundert war Swansea ein Zentrum des Kohlehandels. Ab dem 17. Jahrhundert wurde von dort neben Kohle auch Eisen exportiert. Daneben hatten Schiffbau und weiterhin die Wollweberei wirtschaftlich große Bedeutung. Im 18. Jahrhundert expandierte Swansea zu einer Industriestadt mit Porzellanmanufaktur, Kupferschmelze sowie Zinn-  und Zinkherstellung.
Im 19. Jahrhundert war die Stadt ein Zentrum der Metallindustrie und galt als Haupteinfuhrhafen für Kupfererz aus Chile. Der Hafen war deshalb Heimathafen vieler Kap Hoorn-Segler wie der County of Peebles, durch die Industrialisierung nahm der Hafen im 19. Jahrhundert einen gewaltigen Aufschwung. In der zweiten Hälfte des 19. Jahrhunderts boomte die Weißblechindustrie. Durch den Bau des Swansea Canal nach Abercrave wurden die Kohlereviere von Südwales per Schiff erreichbar. Als Anbindung an den Hafen wurde in Swansea auch eine der ersten Eisenbahnen weltweit gebaut, die Swansea and Mumbles Railway, die zudem als erste Eisenbahn einen Personenverkehr durchführte. Zählte die Stadt 1801 noch 6831 Einwohner, so waren es 1901 bereits 134.000. Wie viele der damaligen schnell wachsenden Städte war Swansea überfüllt, schmutzig und unhygienisch. 1832 und 1849 kam es in der Stadt zu Choleraepidemien. 1835 wurde die lokale Verwaltung reformiert und die Stadt erhielt den Status eines Borough mit einem Bürgermeister. Im selben Jahr wurde das Swansea Museum gegründet, 1911 das Kunstmuseum Gynn Vivian Art Gallery.
Ab den 1920er Jahren entstand der Ölhafen und die Raffinerie. Nachdem die Schiffbauindustrie und die Weißblech-, Stahl und Kupferverarbeitung bis in die 1920er Jahre florierten, wurde die Stadt ab 1929 von der Weltwirtschaftskrise hart getroffen. Infolge der Wirtschaftskrise kam es zu einer hohen Arbeitslosigkeit. Der Zweite Weltkrieg brachte einen erneuten Aufschwung der Metall- und Schiffbauindustrie, doch wurde die Stadt ab 1940 auch zum Ziel von insgesamt 44 deutschen Luftangriffen, bei denen insgesamt 387 Menschen starben. Vom 19. bis 21. Februar 1941 war die Stadt Ziel eines drei Tage dauernden, als The Three Nights Blitz bezeichneten Luftangriffs, bei dem das Stadtzentrum völlig zerstört wurde, die Hafen- und Industrieanlagen jedoch kaum beschädigt wurden.
Nach Ende des Zweiten Weltkriegs geriet die Schwerindustrie in eine Strukturkrise. Das durch die Luftangriffe zerstörte Stadtzentrum wurde in den 1960er Jahren modern wiederaufgebaut. 1969 erhielt Swansea den Status einer City. 1977 eröffnete in einem alten Speicherhaus das Maritime and Industrial Museum, das 2005 als Waterfront Museum wiedereröffnet wurde. 1996 wurde Swansea als City and County of Swansea eine von 22 Principal Areas in Wales.
 Einwohnerzahlen
| 1801  | 1811  | 1821   | 1831   | 1841   | 1851   | 1861 | 1871 | 1881 | 1891   | 1901   | 1911    | 1921    | 1931    | 1941 | 1951    | 1961    | 1971 | 1981 | 1991 | 2001 | 2011    |
| ----- | ----- | ------ | ------ | ------ | ------ | ---- | ---- | ---- | ------ | ------ | ------- | ------- | ------- | ---- | ------- | ------- | ---- | ---- | ---- | ---- | ------- |
| 6.831 | 8.963 | 11.236 | 14.931 | 19.115 | 24.902 | ?    | ?    | ?    | 91.034 | 94.537 | 114.663 | 148.388 | 155.151 | ?    | 149.310 | 167.322 | ?    | ?    | ?    | ?    | 179.485 |

## Geographie
Die Stadt Swansea liegt in Südwales an der nordwestlichen Küste der Swansea Bay, einer Bucht des Bristolkanals. Westlich der Stadt erstreckt sich die Gower-Halbinsel. Damit liegt die Stadt westlich von Cardiff. Im engeren Sinne gehören Gorseinon, Neath und Port Talbot zu den wichtigsten Nachbarorten. Die Stadt Swansea selbst erstreckt sich auf einer Art Nord-Süd-Achse vom Stadtteil Clydach im Norden bis Mumbles im Süden am Ende der Swansea Bay. Der Stadtkern von Swansea liegt direkt an der Küste an der Mündung des River Tawe, wo es auch Hafenanlagen gibt. Verwaltungstechnisch gehört Swansea zur Principal Area City and County of Swansea. Die Stadt selbst ist in beinahe 20 Communities aufgeteilt.

## Wirtschaft
Die Metallindustrie und der Schiffbau haben viel von ihrer einstigen Bedeutung eingebüßt. Der Hafen ist weiter bedeutend, seit 1969 besteht eine Fährverbindung nach Cork in Irland. Das 1969 geschlossene South Dock wird seit 1982 als Marina genutzt. Die Stadtverwaltung bemühte sich um eine Diversifikation der Wirtschaft durch Ausweisung neuer Gewerbegebiete wie Fforestfach in den späten 1940er Jahren und Cwndu in den 1960er Jahren. Das Technicum Swansea Innovation Centre im ehemaligen Hafengebiet gilt als ein Innovationszentrum der Hochtechnologie.
Seit dem Jahr 2010 gibt es Pläne für den Bau eines Gezeitenkraftwerks in der Swansea Bay, einer Bucht des Bristolkanals südlich von Swansea. Seit dem Ablauf der Baugenehmigung im Sommer 2020 liegen die Pläne auf Eis. Seit März 2021 denkt die walisische Regierung aber über eine Wiederaufnahme des Projektes nach.

## „Ugly, lovely Town“
Im Gegensatz zu Cardiff war Swansea keinem vergleichbaren Immigrationszuwachs aus England oder Irland ausgesetzt; entsprechend höher ist daher heute noch der Anteil der walisischsprachigen Bevölkerung. So ist der berühmte Ausspruch von Dylan Thomas, Swansea sei eine ugly, lovely Town (Dt.: „eine hässliche, liebenswerte Stadt“), ebenso zum geflügelten Wort und inoffizielles Motto von Swansea geworden, wie es Dirty Old Town für Salford wurde.

## Partnerschaften
Partnerstädte von Swansea sind Mannheim in Deutschland (seit 1959), Pau in Frankreich und Cork in Irland.

## Verkehr
Durch den Norden der Stadt führt der M4 motorway. Vom Stadtkern aus existiert mit der A483 road ein Anschluss. Neben den Hafenanlagen und dem Straßenverkehr hat Swansea einen eigenen Kopfbahnhof, der als Teil der ehemaligen South Wales Railway heutzutage das Ende der South Wales Main Line ist. Westlich der Stadt gibt es mit dem Swansea Airport auch einen Regionalflughafen. Der Busverkehr in und um Swansea wird von First Cymru und Veolia Transport Cymru betrieben.

## Bildung
Die Swansea University mit rund 11.000 Studenten hat einen Campus in Singleton Park. Sie ist die drittgrößte Universität in Wales. Ihre Abteilung für Ingenieurwissenschaften wurde als Zentrum für ihre Pionierarbeit in Computertechniken zur Lösung von konstruktionstechnischen Designproblemen bekannt. Weitere Bildungseinrichtungen der Stadt umfassen die Swansea Metropolitan University sowie das Swansea College mit dem Gorseinon College in Gorseinon. Diese beiden Einrichtungen bilden seit 2010 das gemeinsame Gower College Swansea.
In Swansea gibt es viele Gesamtschulen unter Verwaltung der örtlichen Schulbehörde, darunter zwei walisische Mittelschulen. Die älteste Schule in Swansea ist die 1682 als Grammar School gegründete Bishop Gore School. Die größte Gesamtschule in Swansea ist die Olchfa School. Swansea beherbergt The Bible College of Wales. Die bekannteste unabhängige Schule Swanseas ist Ffynone House.

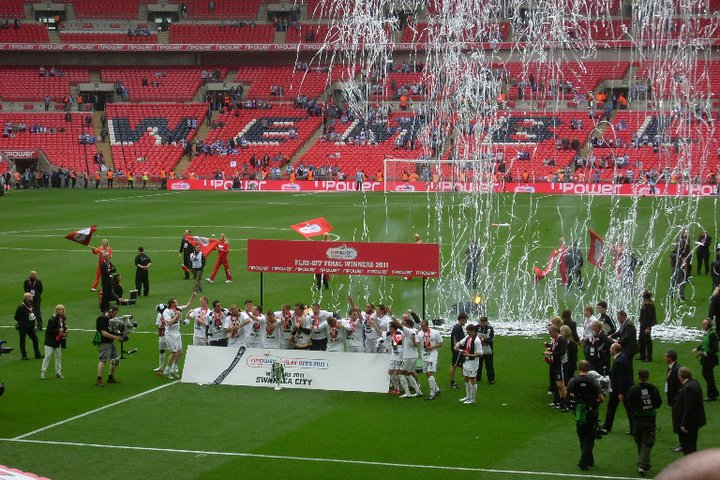
Swansea City, Aufstiegsfeier 2011

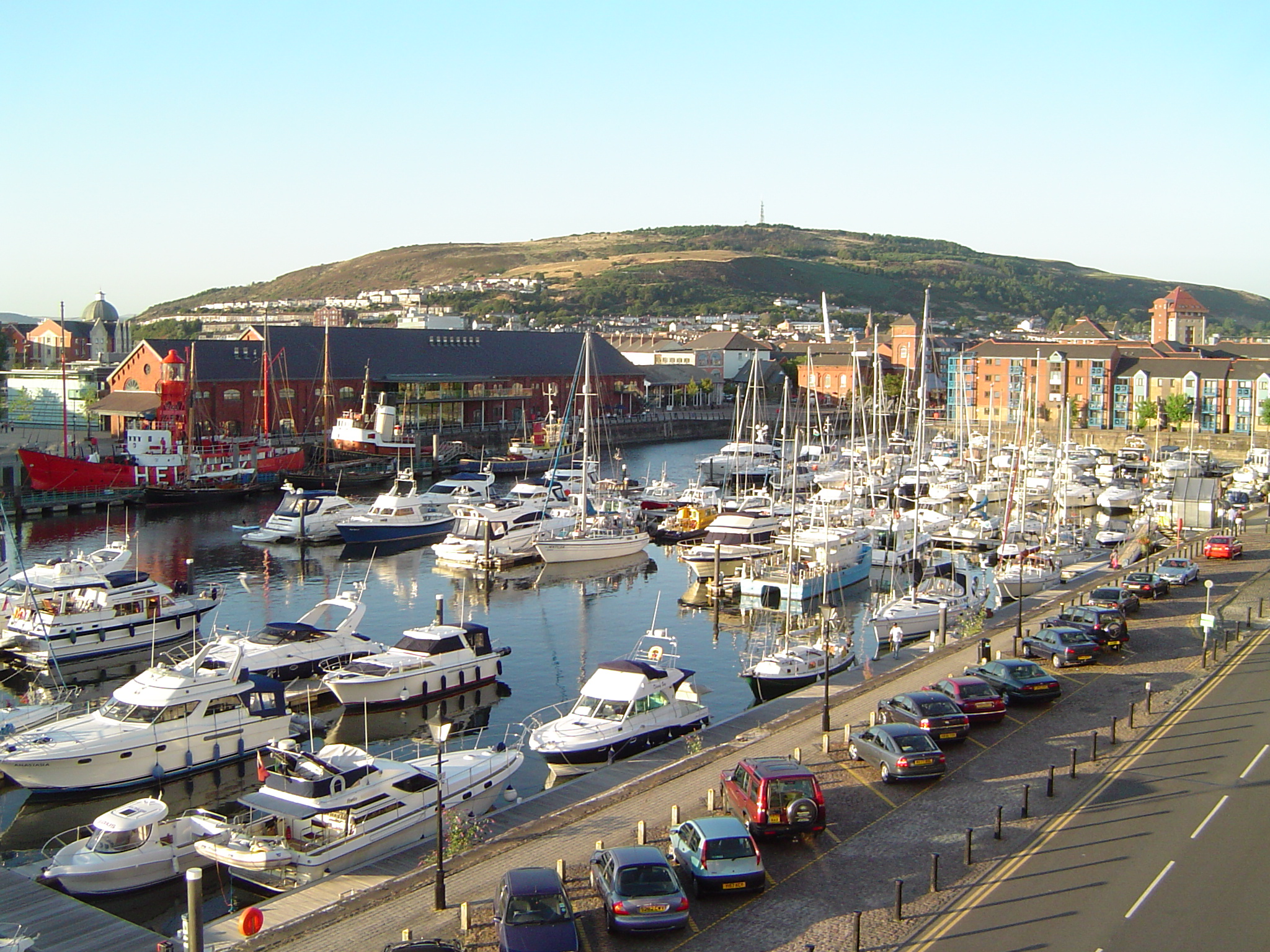
Sporthafen von Swansea

## Sport
Der lokale Profifußballverein heißt Swansea City und spielte in den Jahren 1981–1983 in der höchsten englischen Liga. Als walisischer Pokalsieger nahm Swansea City mehrmals am Europapokal der Pokalsieger teil. Der Verein spielt seit 2005 im modernen Liberty Stadium. 2011 gelang der Aufstieg in die Premier League, der der Verein bis zum Abstieg 2018 angehörte.
Swansea verfügt mit dem St Helen’s Rugby and Cricket Ground über ein Rugby- und Cricketstadion. Hier wurden unter anderem beim Cricket World Cup 1983 und der Frauen-Rugby-Union-Weltmeisterschaft 1991 mehrere Partien ausgetragen. Swanseas professionelle Rugbymannschaft, die Ospreys, bestreiten im Liberty Stadium ihre Heimspiele während der United Rugby Championship.

## Söhne und Töchter der Stadt

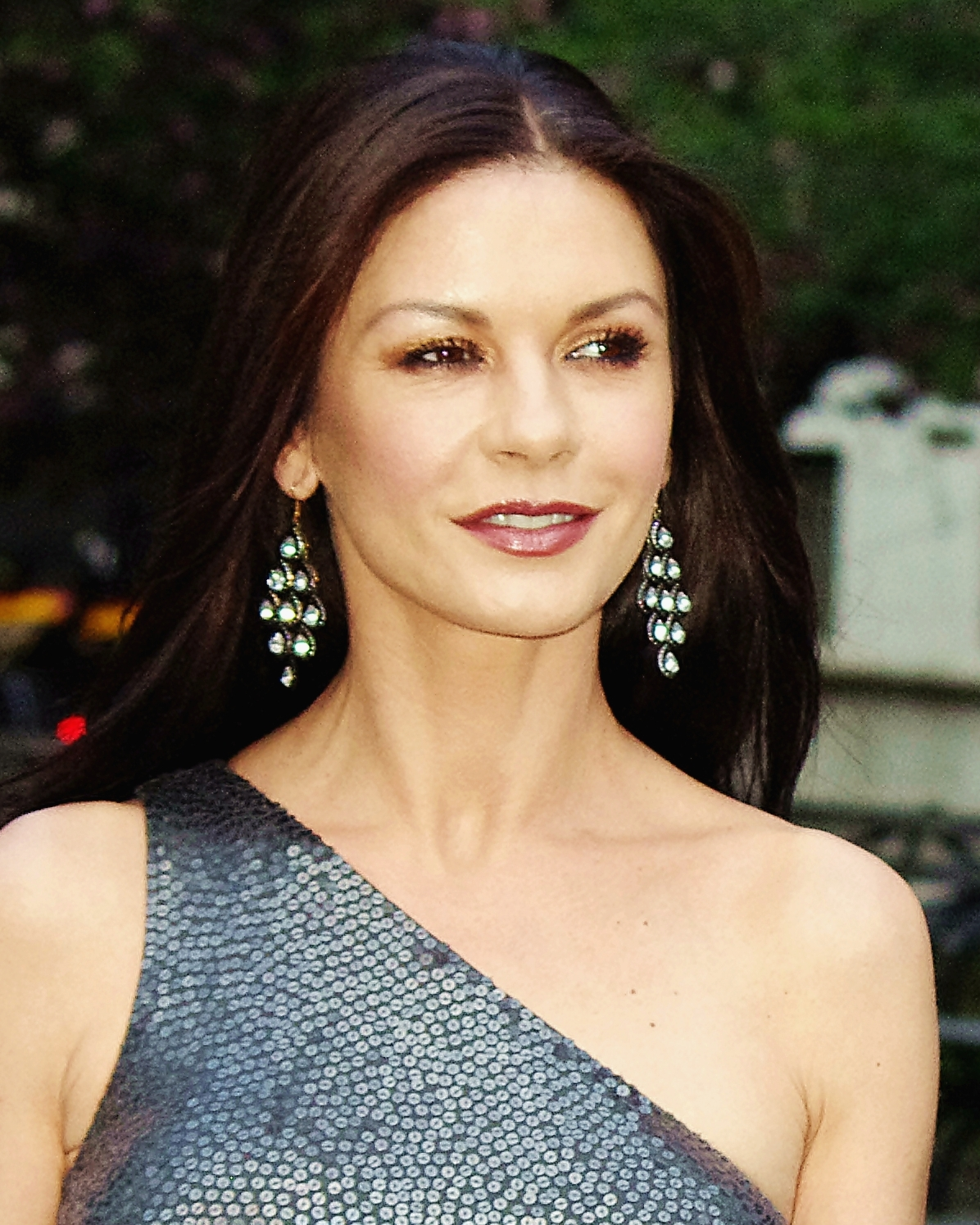
Catherine Zeta-Jones (2012)

- Josh Adams (* 1995), Rugby-Union-Spieler
- Ivor Allchurch (1929–1997), Fußballspieler
- Len Allchurch (1933–2016), Fußballspieler
- Kevin Allen (* 1962), Regisseur und Schauspieler
- Richard Barrett (* 1959), Komponist
- Mary De la Beche Nicholl (1839–1922), Naturforscherin und Lepidopterologin
- Joe Brier (* 1999), Sprinter
- John Charles (1931–2004), Fußballspieler
- Sybil Connolly (1921–1998), Modeschöpferin
- Nicole Cooke (* 1983), Radsportlerin
- Lilian von Schweden (1915–2013), schwedische Prinzessin
- Mervyn Davies (1946–2012), Rugbyspieler
- Mike Davies (1936–2015), Tennisspieler und Unternehmer
- Russell T Davies (* 1963), Fernsehproduzent und Drehbuchautor
- Spencer Davis (1939–2020), Rockmusiker
- Amy Dillwyn (1845–1935), Geschäftsfrau, Aktivistin, Philanthropin und Autorin
- Mary Dillwyn (1816–1906), Fotografin
- Joe Dunthorne (* 1982), Schriftsteller
- Samuel Edwards (1928–2015), Physiker
- Pat Glover (1910–1971), Fußballspieler
- Howell Glynne (1906–1969), Opernsänger und Gesangspädagoge
- Clive W. J. Granger (1934–2009), Wirtschaftswissenschaftler
- Bryan T. Grenfell (* 1954), Biologe und Hochschullehrer
- Ron Griffiths (* 1946), Rockmusiker
- William Grove (1811–1896), Jurist und Naturwissenschaftler
- Roger Hackney (* 1957), Hindernisläufer
- Leigh Halfpenny (* 1988), Rugbyspieler
- Pete Ham (1947–1975), Rockmusiker
- Mark Harris (* 1998), Fußballspieler
- John Hartson (* 1975), Fußballspieler
- Michael Heseltine (* 1933), konservativer Politiker, Umweltminister, Verteidigungsminister
- Joe Holt (* 1997), Radsportler
- Thomas Hopkins (1903–1983), Kunstturner
- Clive John (1945–2011), Rockmusiker
- Margaret John (1926–2011), Schauspielerin
- Alun Wyn Jones (* 1985), Rugbyspieler
- Eluned King (* 2002), Radsportlerin
- John Dillwyn Llewelyn (1810–1882), Fotograf und Botaniker
- Geoffrey Lloyd (* 1933), Wissenschaftshistoriker
- Russell Lloyd (1916–2008), Filmeditor
- Cedric Morris (1889–1982), Maler, Kunstlehrer und Botaniker
- Tracy Rees (* 1972), Schriftstellerin
- Steffan Rhodri (* 1967), Schauspieler
- Matt Ryan (* 1981), Schauspieler
- William Glyn Hughes Simon (1903–1972), Erzbischof von Wales
- Non Stanford (* 1989), Triathletin
- Owen Teale (* 1961), Schauspieler
- Dylan Thomas (1914–1953), Dichter
- Robert Walter (* 1948), Politiker
- Imad Wasim (* 1988), pakistanischer Cricketspieler
- Lewis Williams (* 2002), Dartspieler
- Rowan Williams (* 1950), Erzbischof von Canterbury
- Terry Williams (* 1948), Schlagzeuger
- Jen Wilson (1944–2023), Sozialhistorikerin und Jazzmusikerin
- Catherine Zeta-Jones (* 1969), Schauspielerin

## Ehrenbürger

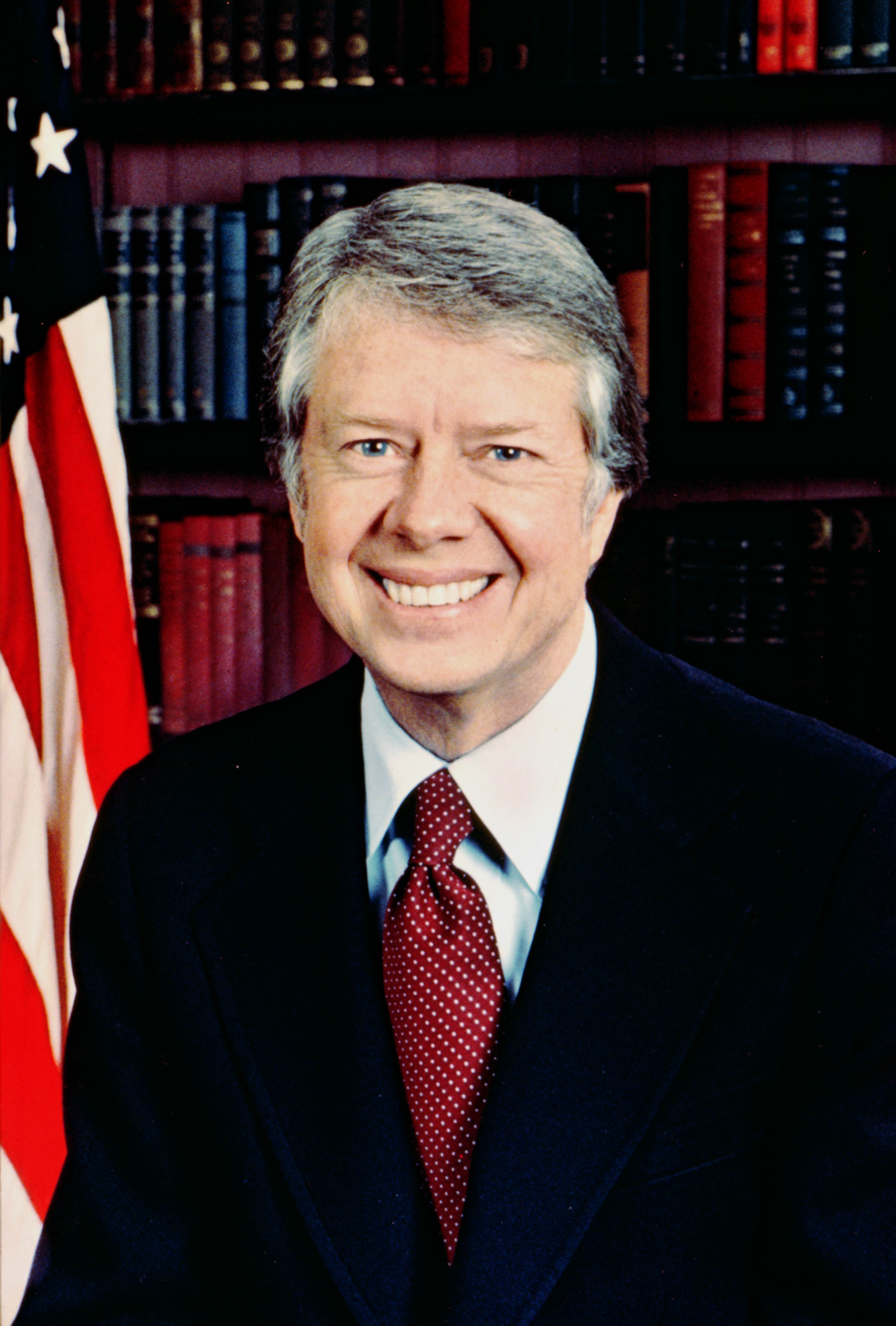
Jimmy Carter

- Jimmy Carter, 39. Präsident der Vereinigten Staaten
- John Charles, Fußballspieler und -trainer
- Charles III., König des Vereinigten Königreichs
- Gerhard Widder, ehemaliger Oberbürgermeister von Mannheim